# Василий (Комвопулос)
Митрополи́т Васи́лий Комво́пулос (греч. Μητροπολίτης Βασίλειος Κομβόπουλος; 12 марта 1877, Синоп, Понт, Османская империя — 26 декабря 1941, Драма, Греция) — епископ «Новых территорий» Элладской православной церкви, митрополит Драмский и Филиппский.

## Биография
Окончил школу в родном городе и работал в течение пяти лет в торговле у отца. В 18 лет отправился в Стамбул и продолжил обучение в Великой школе нации на Фанаре, которую окончил с отличием. Затем поступил на богословский факультет Афинского университета, в котором в 1904 году получил звание «доктор богословия».
В мае 1905 году митрополитом Митилинским Кириллом (Мумдзисом) был хиротонисан во диакона. В 1908 году стал протосингелом Митилинской митрополии. В 1910—1912 годах временно замещал её правящего архиерея, который был на Синоде в Константинополе.
19 августа 1914 года состоялась его архиерейская хиротония в титулярного епископа Христопольского, викария Митилинской митрополии.
2 декабря 1916 года был избран митрополитом Митимнийский, но правительство Греции не утвердило его перемещение на Митимнийскую кафедру, поскольку митрополит Василий был роялистом.
25 октября 1922 года патриарх Константинопольский Мелетий II перевёл его на Халдийскую, Херианскую и Керасундскую митрополию, которая вследствие геноцида понтийских греков осталась без паствы. Митрополит Василий не принял это назначение, подал в отставку и уехал в США. По требованию митрополита Американского Александра (Димоглу) Синод Константинопольского патриархиата 19 сентября 1923 года запретил Василию священнодействовать и потребовал, чтобы он вернулся в Афины.
Митрополит Василий не подчинился этому решению и при поддержке представителей 13 общин был объявлен лидером «Автокефальной греческой православной церкви в Соединённых Штатах и Канаде». После обращения 13 февраля 1924 года митрополита Александра (Димоглу) 10 мая 1924 года Синод Константинопольского патриархата уволил его. Увольнение было подтверждено патриархом Константинопольским Константином VI.
В 1930 году митрополит Коринфский Дамаскин (Папандреу) назначен Патриаршим экзархом в США, чтобы успокоить греческую православную диаспору. Митрополит Василий раскаялся и был восстановлен в священнослужении, 19 июня 1930 года ему была возвращена Халдийская митрополия, а 2 октября 1930 года был избран митрополитом Драмским.
В 1938 году к Драмской митрополии была присоединена Неврокопская епархия, в связи с чем его титул изменился на Драмский и Неврокопский.